# لس آنجلس وولوز
لس‌آنجلس وولوز (انگلیسی: Los Angeles Wolves) یک تیم فوتبال حرفه‌ای آمریکایی بود که به مدت دو فصل در لیگ‌های مختلف بازی کرد. این تیم در سال ۱۹۶۷ در لیگ انجمن فوتبال متحد بازی کرد و به عنوان قهرمانی این لیگ دست یافت و در سال ۱۹۶۸ نیز از اعضای بنیان‌گذار لیگ فوتبال آمریکای شمالی بود.

## مربی‌ها
- رانی آلن
- ری وود

## بازیکنان
| - مایک بیلی (هافبک) (۱۹۶۷) - یورگه خوزه بنیتز (مهاجم) (۱۹۶۸) ۱۱ بازی، ۶ گل - دیوید برنزاید (هافبک) (۱۹۶۷) ۱۲ بازی، ۱ گل - دنی کمپل (هافبک) (۱۹۶۸) ۳۲ بازی، ۱ گل - درک دوگن (مهاجم) (۱۹۶۷) ۱۱ بازی، ۳ گل - آلون ایوانز (مهاجم) (۱۹۶۷) - گراهام هاوکینز (مدافع) (۱۹۶۷) - ارنی هانت (مهاجم) (۱۹۶۷) ۱۰ بازی، ۴ گل - تونی کنپ (مدافع) (۱۹۶۸) ۳۰ بازی، ۱ گل - پیتر نوولس (مهاجم) (۱۹۶۷) ۱۲ بازی، ۳ گل - کارلوس متیدیری (مهاجم) (۱۹۶۸) ۳۲ بازی، ۱۶ گل - فیل پارکس (دروازه‌بان) (۱۹۶۷) ۷ بازی - جرالد تیلور (مدافع) (۱۹۶۷) - بابی تامسون (مدافع) (۱۹۶۷) ۱۲ بازی، ۳ گل - ری ویل (هافبک) (۱۹۶۸) ۳۱ بازی، ۴ گل - دیو واگستاف (هافبک) (۱۹۶۷) ۱۰ بازی - تری وارتون (مهاجم) (۱۹۶۷) ۱۰ بازی - لس ویلسون (مدافع) (۱۹۶۷) - ری وود (دروازه‌بان) (۱۹۶۸) |

## میراث
در سال ۲۰۱۴، نام وولوز توسط تیمی از لیگ برتر فوتبال متحد به نام باشگاه فوتبال ال. ای وولوز احیا شد.